# Hassan de Bassorah
Ne doit pas être confondu avec Hasan al-Basri.
Hassan de Bassorah est un conte des Mille et Une Nuits, compilation de contes populaires persans et arabes. Le conte est lié au thème de la femme-cygne, présente dans des contes du monde entier, créature qui alterne entre les formes humaines et aviaires,.

## Traductions
Le conte est parfois traduit par Hasan de Bassora ou Hassan de Bassora. Jamel Eddine Bencheikh et André Miquel le désignent sous le titre Conte de Hasan al-Basrî. René R. Khawam l'intitule Les Aventures de Sindbad le Terrien. L'auteur britannique Idries Shah a traduit le conte sous le titre The Bird Maiden dans son ouvrage World Tales (en).

## Résumé

### À la rencontre du magicien persan

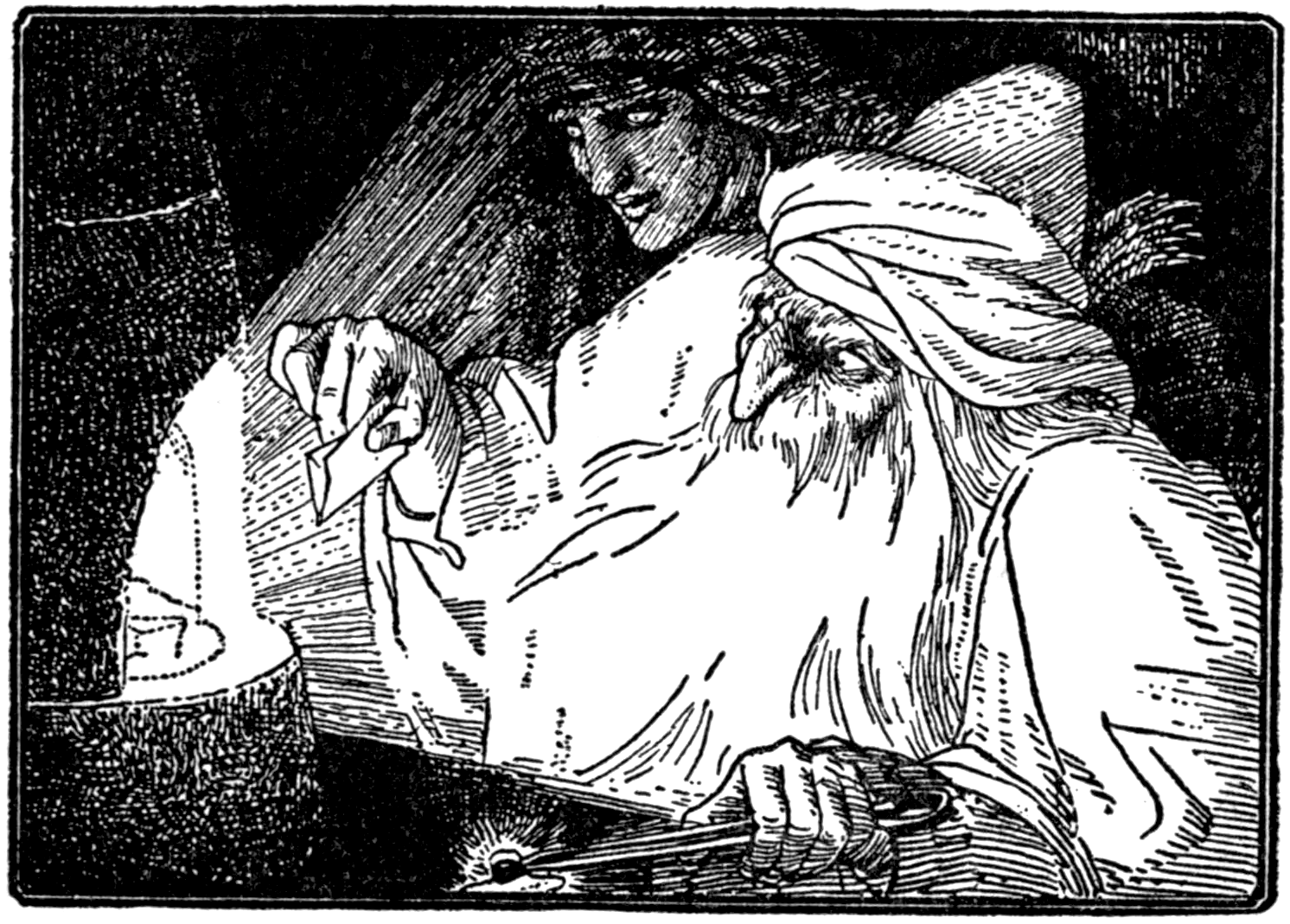
Hassan regarde le magicien persan transmuter le métal en or (par John D. Batten).

Un Égyptien s'est installé dans la ville de Bassorah. À sa mort, ses biens sont partagés à parts égales entre ses deux fils. Le plus jeune, qui s'appelle Hassan, devient orfèvre et ouvre une boutique. Un jour, un Persan vient dans son magasin avec une proposition pour que Hassan travaille pour lui et que le jeune apprenne les méthodes de transmutation du cuivre en or. Malgré les soupçons de sa mère, Hassan accepte de faire confiance à l'homme et, après que le Persan ait transmuté le cuivre devant Hassan avec une poudre spéciale, l'invite chez lui pour dîner.
Le magicien persan rejoint Hassan pour dîner chez ce dernier. Au cours du repas, le magicien asperge un morceau de friandise d'un opiacé de jusquiame et le donne à Hassan, qui le mange et s'évanouit. Le Persan attache les membres d'Hassan et le porte dans un coffre jusqu'au port, où il prend un bateau pour partir de Bassora. Pendant ce temps, la mère d'Hassan remarque que ni son fils, ni le magicien ne sont dans la maison, ni dans le village. Pensant que son fils est mort, elle érige une pierre tombale et pleure dessus.
De son côté, le jeune homme se réveille sur le bateau et demande au magicien, appelé Behram, quels sont ses plans. En réponse, le Persan dit qu'Hassan n'est que le dernier d'une longue lignée de jeunes qu'il a sacrifiés auparavant (999 victimes), et promet de l'épargner si le jeune vénère le feu. Hassan refuse de le faire et est retenu en otage sur le navire pendant trois mois, jusqu'à ce qu'une forte tempête se lève dans l'océan et que le capitaine du navire commence à jeter les esclaves de Behram à la mer. Le magicien libère Hassan de ses liens et la tempête s'apaise. Puis, il révèle leur destination : la Montagne du Nuage, où ils pourront obtenir l'élixir qui permet la transmutation du métal.
Après trois mois supplémentaires, Behram et Hassan atteignent leur destination. Ils montent alors à cheval à travers un désert pendant quatorze jours jusqu'à ce qu'ils atteignent la montagne, où ils doivent trouver l'herbe qui produit l'élixir. Le plan de Behram est que Hassan se cache dans la peau d'un cheval et attende que les oiseaux vivant autour (rokh) emportent la peau jusqu'à la montagne. Une fois ceci fait, Hassan quitte la peau du cheval pour aller chercher des fagots d'herbe et les jeter au magicien. Après avoir récupéré les fagots, Behram lui déclare qu'il ne lui est plus d'aucune utilité l'abandonne au sommet de la montagne. Hassan proclame que personne n’est plus puissant que Dieu et tente de trouver un moyen de sortir de la montagne. Il atteint l'autre versant et, surplombant la mer, décide de sauter de la falaise dans l'océan.

### La princesse des Djinns
Après avoir plongé dans la mer, Hassan nage à travers les vagues et atteint les rivages d'un royaume qu'il a traversé avec Behram. Il trouve un palais et y entre. À l'intérieur, deux jeunes filles jouant aux échecs aperçoivent Hassan, qu'elles reconnaissent comme le compagnon de Behram, et l'accueillent comme leur frère. Les jeunes filles expliquent qu'elles sont des princesses de la race des Djinni (djinns ou génies). Elles ont été enfermées dans ce palais par leur père, qui a juré de ne jamais épouser aucune d'entre elles.
Un an plus tard, elles aident le jeune à se venger du magicien Behram, lorsque ce dernier amène son nouvel apprenti. Au bout d'un moment, un nuage de poussière s'approche de leur palais. Les princesses expliquent qu'il s'agit d'une troupe de génies au service de leur père, venus les convoquer à une fête. Ils reçoivent l'invitation et donnent à Hassan un jeu de clés qu'il pourra utiliser dans le palais, avec une mise en garde : il lui est interdit d'ouvrir une certaine porte.
Après le départ des princesses à la cour de leur père, Hassan tente de s'amuser et finit par ouvrir la porte interdite. Derrière, il découvre un beau et luxuriant jardin avec un pavillon à proximité. Soudain, dix oiseaux s'approchent du pavillon, se transforment en dix jeunes filles d'une beauté exceptionnelle, puis se baignent et jouent dans l'eau. Hassan, caché derrière quelques arbres, aperçoit la plus belle et la plus jeune d'entre elles et en tombe amoureux. Les jeunes filles redeviennent des oiseaux et volent vers leur lieu d'origine.
Le lendemain, il tente de la retrouver, mais en vain. Après le retour des princesses djinns, Hassan raconte la situation à la plus jeune princesse djinns, qui le réprimande pour avoir ouvert la porte interdite. Hassan conduit la princesse djinn au jardin, qui lui explique que le pavillon et la piscine appartiennent à une princesse djinn, fille du roi des rois de leur race. Ils volent dans les airs grâce à leurs vêtements de plumes. Ainsi, la princesse djinn conseille à Hassan, si celui-ci souhaite l'avoir, de voler le vêtement en plumes et de ne pas le rendre.
Le lendemain, les jeunes filles oiseaux reviennent se baigner dans le pavillon et Hassan s'exécute. Tandis que les jeunes filles reviennent, la princesse djinn se rend compte que ses vêtements ont été volés et pousse un cri de terreur. Hassan saisit la princesse par les cheveux, la traîne dans une pièce du palais et l'enferme. La grande princesse des djinns reçoit la visite des sœurs adoptives d'Hassan et exige une explication. Les jeunes filles apaisent ses craintes et lui racontent l'histoire d'Hassan. Hassan rend ensuite visite à sa bien-aimée et lui exprime son affection, promettant de l'épouser et d'acheter à Bagdad une maison à sa mesure.
Les autres princesses djinns reviennent de la chasse et apprennent la présence de la fille de leur souverain. Ils lui rendent visite et s'inclinent devant elle, puis expliquent qu'Hassan n'a aucune mauvaise intention. Il souhaite faire d'elle sa femme, puisque son vêtement de plumes a été brûlé et qu'elle ne peut pas retourner au palais de son père.

### Déménagement à Bagdad
Hassan et la princesse djinn se marient. Une nuit, le jeune homme rêve de sa mère et décide de retourner à Bassora avec sa femme. Après avoir rencontré sa mère, il suggère qu'ils déménagent à Bagdad pour vivre sous la protection du calife.
Hassan leur achète une grande maison à Bagdad, où il vit avec la princesse djinn et leurs deux fils, Nasir et Mansur. Trois ans plus tard, il décide de retourner auprès de ses sœurs adoptives car elles lui manquent. Elle prévient sa mère de ne pas laisser sa femme quitter la maison, ni de lui rendre le vêtement de plumes. Mais cette conversation est entendue par la femme djinn. Après son départ, celle-ci décide de se rendre aux bains locaux, malgré la réticence de sa belle-mère.
Au bain, la princesse djinn attire l'attention des visiteurs, et la nouvelle de sa beauté parvient aux oreilles de Zubayda (ou Zobeide), l'épouse du calife Hâroun ar-Rachîd. Celle-ci ordonne que la princesse soit convoquée en sa présence et envoie Mesrur, le chef des eunuques, pour la chercher. Mesrur se rend chez la mère de Hassan et demande aux deux femmes de l'accompagner en présence de Zubayda.

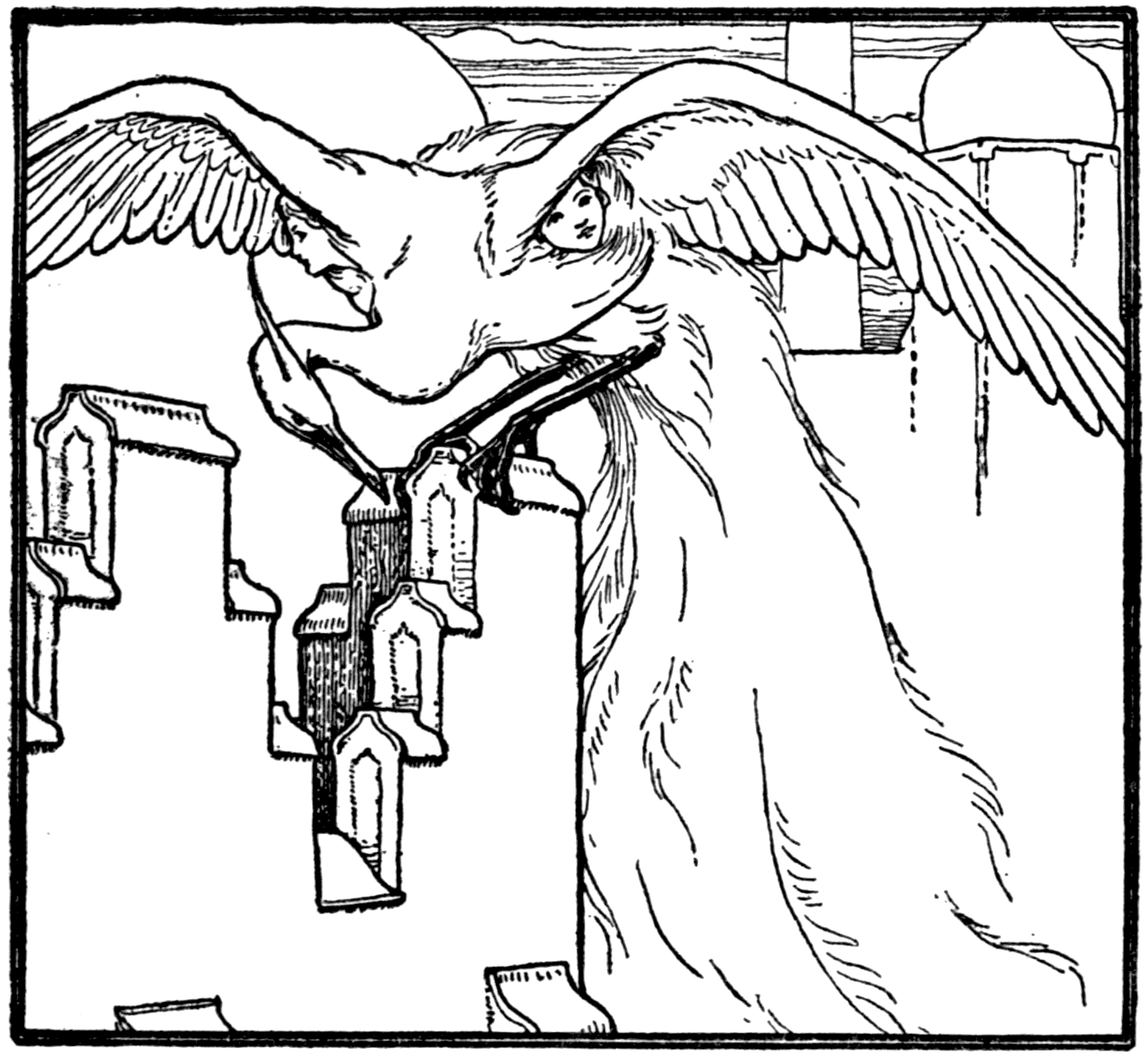
La femme d'Hassan se transforme à nouveau en oiseau et emmène ses fils avec elle (par John D. Batten).

La mère et l'épouse d'Hassan se rendent au tribunal voilées, et Zubayda ordonne à la jeune femme d'enlever le voile. L'épouse du calife est éblouie par la beauté du djinn et l'interroge sur ses talents. La femme d'Hassan dit qu'elle peut danser tant qu'elle porte sa robe en plumes. En entendant cela, Zubayda ordonne à la mère d'Hassan d'apporter le vêtement en plumes, mais elle refuse. Zubayda envoie Masrur, l'eunuque, chercher le vêtement de plumes dans leur maison et l'amener. Il prend le vêtement et le rend à la femme d'Hassan ; elle l'enfile et commence à voler dans la pièce. En guise de mots d'adieu, elle dit à sa belle-mère Hassan qu'elle devrait la retrouver, elle et leurs enfants, dans les îles Waq-Waq.
Hassan retourne à Bagdad et demande à sa mère des nouvelles de sa famille. Les larmes aux yeux, la femme raconte à Hassan ce qui s'est produit. Hassan tombe dans un état de désespoir à la suite de la disparition de sa famille.

### Le long voyage d'Hassan
Après un mois de deuil, Hassan retourne auprès de ses sept sœurs adoptives à la recherche d'indices. Les princesses consultent un oncle paternel, le cheikh Abdul-Rodus, qui accepte d'aider l'humain, même s'il considère sa situation comme futile. Avec lui, il monte ensuite à dos d'éléphant jusqu'à une grotte bleue foncée, où le Cheikh acquiert un livre et dit à Hassan de monter à cheval jusqu'à une autre grotte.
Sur le chemin, Abdul-Rodus explique que les îles Waq-Waq sont un archipel rempli d'Amazones, de génies et de démons. La femme d'Hassan est la fille du roi des îles. Armé de ces nouvelles informations, Hassan atteint une montagne noire. Un homme noir nommé Ali Abu'l Rish (« Père des plumes ») l'y accueille et reçoit le livre qu'Hassan avait avec lui.
Abu'l Rish emmène Hassan avec lui et l'introduit dans une pièce avec quatre cheikhs. Le groupe discute du voyage qu'Hassan a l'intention d'entreprendre. Abu'l Rish invoque un djinn pour emmener l'humain au Pays de Camphre, avec une lettre expliquant la situation à son monarque.

### Arrivée à Waq-Waq

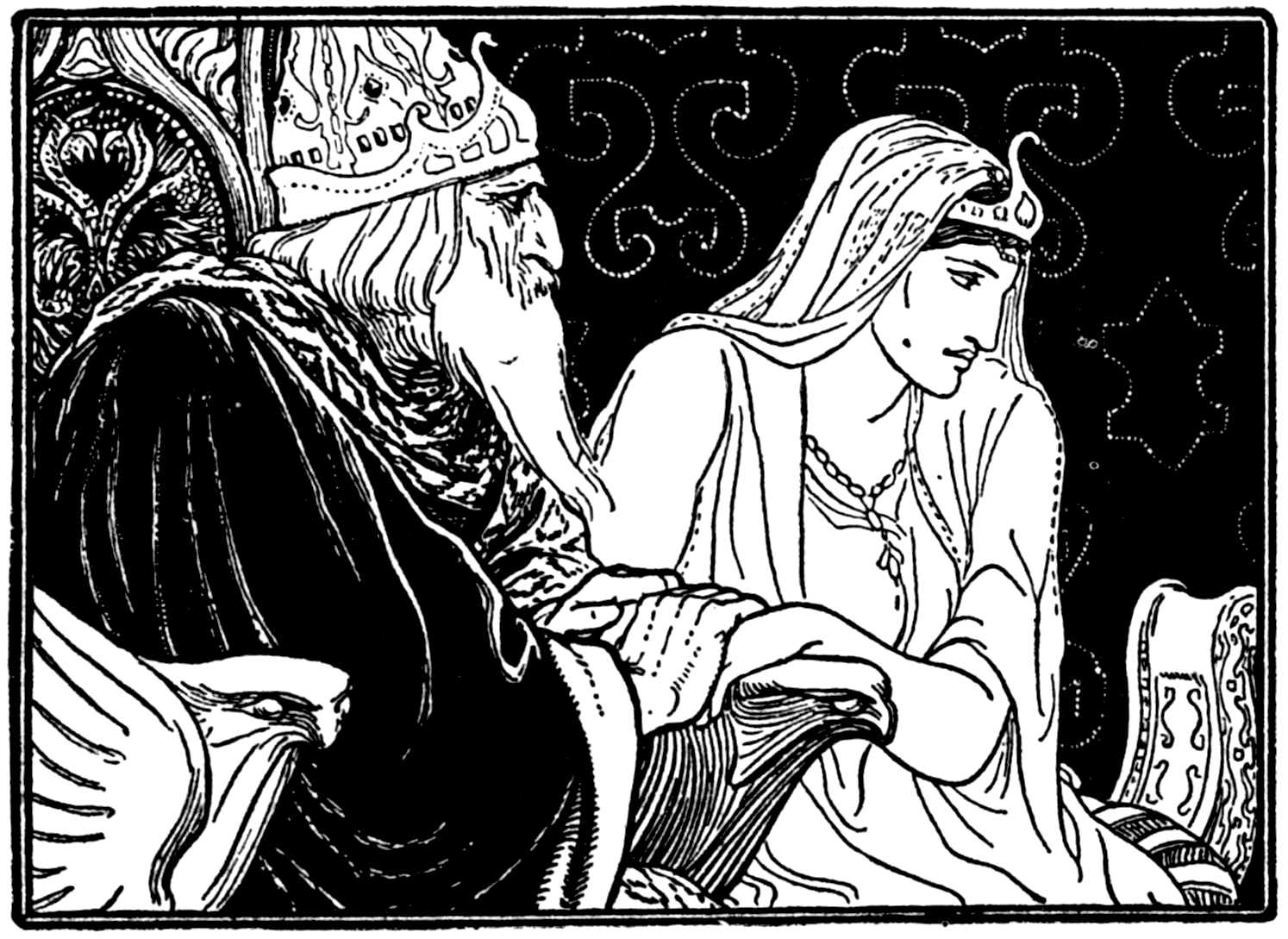
L'épouse d'Hassan, Manar Al-Sana, et son père, le roi des génies des îles Waq-Waq (par John D. Batten).

Au Pays du Camphre, Hassan embarque sur un navire en direction de Waq-Waq. Lorsque le navire atteint ses côtes, il aperçoit des membres d'une garde amazone qui commercent avec les marchands. Il se travestit pour pouvoir mieux se mêler aux locaux.
Hassan rencontre ensuite le chef de la garde amazone, Shawahi Umm Al-Dawahi, qui est la nourrice de la reine. Hassan rejoint l'armée de Shawahi et ils traversent les vastes territoires de Waq-Waq (le Pays des Oiseaux, le Pays des Bêtes Sauvages et le Pays des Djinns), jusqu'à atteindre les montagnes du Waq-Waq. Shawahi amène Hassan devant leur reine, Nûr al-Hudâ, qu'Hassan prend pour son épouse. Apprenant le mariage de sa sœur cadette avec un humain, Nûr al-Hudâ ordonne à Shawahi de se rendre auprès de Manar al-Sana (la femme d'Hassan) et d'amener ses deux enfants.
Les ordres de la reine sont exécutés et, devant elle, Hassan reconnaît ses fils, Nasir et Mansur. Pendant ce temps, Manar al-Suna reçoit l'ordre de se présenter devant la cour de sa sœur, et son père lui raconte un rêve qu'il a fait. Il était dans un jardin avec un grand trésor, et sept joyaux étaient les plus précieux pour lui. Mais un oiseau est venu et a arraché le septième joyau, le plus petit et le plus brillant. Inquiet que son rêve ait une signification particulière, il envoya chercher ses interprètes de rêves, qui lui prédirent que sa septième fille, Manar, lui serait enlevée. Après avoir entendu ses paroles, Manar lui assure qu'aucun homme n'est capable d'arriver à Waq-Waq pour la lui enlever, tant le voyage est périlleux.
Manar arrive à la cour de la reine et retrouve ses deux fils, qui lui disent avoir vu leur père humain. La reine Nûr se moque alors de Manar pour son mariage illicite avec un humain. Elle ordonne à ses gardes de saisir sa sœur, de la jeter dans le cachot et de la fouetter. Shawahi, leur nourrice, supplie la reine de pardonner à sa sœur, mais la femme est également battue et chassée du palais. Nûr écrit à leur père une lettre révélant le cas de la liaison de Manar avec un humain, et le roi accepte son exécution.
Pendant ce temps, Hassan, toujours à Waq-Waq, trouve deux frères qui se disputent leur héritage : un bonnet magique d'invisibilité et une canne qui invoque les membres des sept tribus de djinns. L'humain trompe les frères qui se disputent, vole les objets et va rendre une autre visite à Shawahi, avec le bonnet d'invisibilité. Au cours de cette rencontre, Hassan apprend que sa femme Manar a été arrêtée sur ordre de sa sœur.

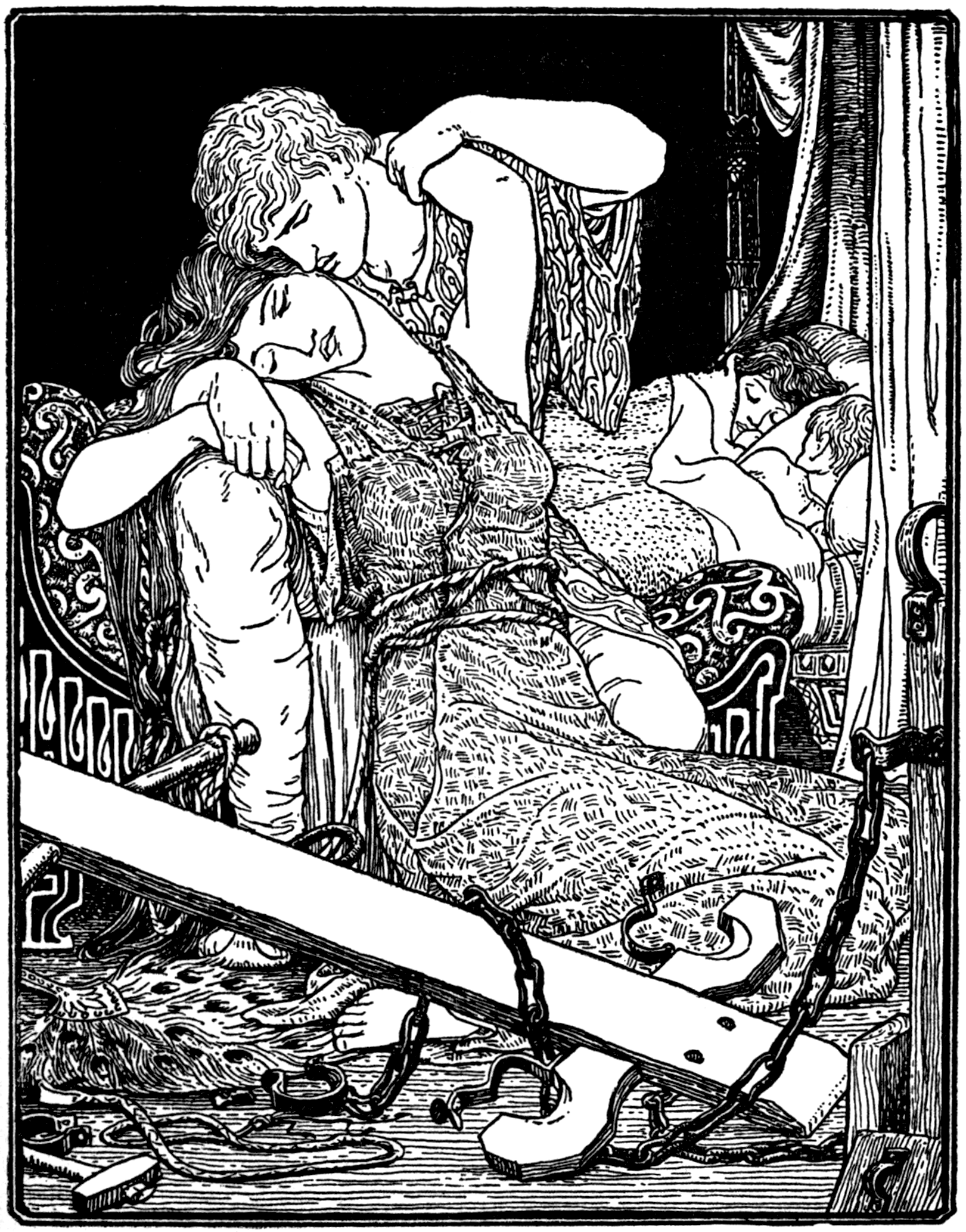
Hassan embrasse sa femme, près du berceau de leurs fils - la famille enfin réunie (par John D. Batten).

Hassan remet le bonnet et visite la cellule de sa femme, où elle se trouve avec ses deux fils. Il ôte son bonnet et embrasse sa femme et ses enfants, mais se cache à nouveau lorsque la reine Nûr vient humilier Manar. Après son départ, Hassan libère Manar, et le couple emmène leurs enfants vers une porte derrière le sérail de la reine, mais la trouve verrouillée. De l'autre côté de la porte, une mystérieuse voix féminine (celle de Shawahi) promet de leur ouvrir la voie, si le couple l'emmène avec eux. Le couple accepte ses conditions et les cinq personnes s'enfuient de la ville.
Maintenant, aux abords de la ville, Hassan frappe la canne sur la terre pour invoquer les sept djinns, et leur demande de les transporter à Bagdad. Les djinns, cependant, ne peuvent pas emmener les humains avec eux. Mais ils fournissent à la famille des chevaux suffisamment puissants pour les ramener chez eux avant de disparaître.
Hassan, sa femme, ses enfants et Shawahi s'éloignent à cheval de la ville, lorsqu'un ifrit géant rejoint la suite et assure qu'il les accompagnera hors des îles, car il est « musulman » tout comme Hassan. Puis, après trente-et-un jours, un grand nuage de poussière entoura le groupe. Shawahi ordonna à Hassan de convoquer l'armée des djinns, car le nuage de poussière est, en fait, l'armée de Nûr al-Hadâ.
Une grande bataille s'ensuit. L'armée de djinns d'Hassan défait les armées de Waq-Waq, fait prisonnière la reine Nûr et l'amène devant Hassan et son épouse. Shawahi déclare qu'elle doit être punie, mais Manar le supplie de pardonner à sa sœur. Manar embrasse sa sœur Nûr et elles se réconcilient. Les prisonniers de guerre sont libérés ; Nûr et Shawahi retournent à Waq-Waq, tandis que Manar et Hassan se dirigent vers Bagdad.
Le couple passe devant le roi Hassun, seigneur du Pays de Camphre et du château de cristal. Après avoir entendu l'histoire de l'homme, le roi Hassun le félicite d'avoir voyagé jusqu'à l'île de Waq-Waq et d'avoir survécu. Le couple se rend ensuite chez Abu al-Ruwaysh et Abu al-Kaddus. Les deux sorciers félicitent Hassan pour son bon voyage et lui demandent de garder en sécurité la canne d'invocation et le bonnet d'invisibilité. Après avoir réfléchi un peu, Hassan accepte de leur confier les objets pour les garder en sécurité, mais exprime toujours ses craintes que son beau-père ne s'en prenne à eux.
Enfin, la famille rend visite aux sœurs djinns adoptives de Hassan et y passe quelque temps, puis retourne finalement à Bagdad, où la mère de Hassan accueille son fils, sa belle-fille et ses petits-fils de retour à la maison,,.

## Analyse

### Comparaison avec d'autres œuvres
La première partie du conte est classée dans l'index international Aarne-Thompson-Uther sous le type de conte ATU 936*, « La montagne d'or ». Le héros est embauché par un homme riche et emmené sur une montagne d'or, où il doit être porté en haut de la montagne par les oiseaux et rapporter de l'or pour l'homme riche. L'employeur du héros l'abandonne en haut de la montagne et part avec l'or. Le héros s'échappe alors miraculeusement par un moyen quelconque et retourne la situation contre son ancien patron, le laissant mourir sur la même montagne. Selon l'érudit allemand Hans-Jörg Uther, la première partie du type de récit (l'abandon du héros en haut de la montagne) est « souvent » une introduction au type ATU 400.
La deuxième partie du récit, dans laquelle le héros retrouve la jeune fille-oiseau et la perd, est classée comme type ATU 400, « L'homme en quête de l'épouse perdue ». Dans ce type de conte, le héros trouve une jeune fille d'origine surnaturelle (par exemple, la fille cygne) ou sauve une princesse d'un enchantement. Dans tous les cas, il l'épouse, mais elle lui impose une interdiction. Le héros brise l'interdit et sa femme disparaît dans un autre endroit. Il la poursuit dans une longue quête, souvent aidé par les éléments (Soleil, Lune et Vent) ou par les dirigeants des animaux de la terre, de la mer et de l'air (souvent sous la forme de vieillards et de vieilles femmes),,.
L'épisode où Hassan vole les objets magiques aux frères en querelle est classé dans le type de conte ATU 518, « Des hommes se battent pour des objets magiques ». Le héros trompe ou achète des objets magiques à des hommes en querelle (ou à des géants, des trolls, etc.),. Malgré son propre catalogage, les folkloristes Stith Thompson et Hans-Jörg Uther soutiennent que ce récit n'existe pas en tant que type de conte indépendant et apparaît généralement en combinaison avec d'autres types de contes, en particulier l'ATU 400,.
Richard Francis Burton a inclus ce conte dans le volume 8 de son édition du recueil The Book of the Thousand Nights and a Night (1885). Dans ses notes, il présente ce célèbre conte comme un poème en prose frère de l'odyssée arabe de Sindbad le marin, bien que les voyages de Hassan se déroulent au pays des djinns et au Japon.
Le folkloriste roumain Marcu Beza (en) a identifié une ouverture alternative aux contes de femmes-cygnes. Le héros reçoit une clé et, contre la volonté de son maître, ouvre une chambre interdite, où les jeunes filles-oiseaux se baignent. Ce motif peut être connu sous le nom de « La Chambre interdite » dans les œuvres folkloriques. Edwin Sidney Hartland (en) a signalé la présence de cet épisode d'ouverture dans des contes du folklore arabe.
Jamel Eddine Bencheikh et André Miquel présentent le Conte de Hasan al-Basrî comme étant un des romans les plus complexes des Mille et Une Nuits. Toutes sortes de schèmes s'y entremêlent : mythiques, géographiques, historiques, où s'ajoute une réinterprétation typiquement musulmane. Les contrées visitées concernent aussi bien une géographie vérifiable que des lieux imaginaires. Ainsi, le héros fait étape près de la coupole d'azur, sur les monts des Nuages, au château des sept jeunes filles. Puis, il entame un long périple via la terre du Camphre, jusqu'à Waq-Waq, où se trouvent les îles des Oiseaux, des Fauves et des Démons. Divers moyens puissants l'aident dans sa quête : personnages aux pouvoirs mystérieux, créatures fabuleuses, objets magiques... Ils comparent ces aventures à celles que vit Jânshâh dans le Conte de Hâsib Karîm ad-Dîn, autre œuvre des Mille et Une Nuits. La vieille Shawâhî Dhât ad-Dawâhî (ou Mère des Calamités) figure également dans le Conte du roi Omar an-Nu'mân et de ses deux fils Sharrkan et Daou al-Makan. Le mage Bahrâm peut aussi être rencontré dans le Conte de Qamar al-Zamân, fils du roi Shâhramân.
D'après Ulrich Marzolph et Richard van Leewen, d'autres contes des Mille et Une Nuits montrent un récit similaire du héros à la recherche de sa femme : The Story of Janshah et The Story of Mazin of Khorassan,.
Une histoire similaire est attestée dans le roman Sayf ben Dhi Yazan, roman populaire arabe daté selon les spécialistes entre le XVe et le XVIe siècle. Le personnage éponyme Sayf espionne des jeunes filles-colombes venant se baigner dans une piscine. Il tombe amoureux de leur reine, Munyat al-Nufus, lui vole sa peau de colombe et en fait sa femme,. Edward William Lane y trouve d'ailleurs un épisode similaire au conte. Le fils du héros, Misr, est enfermé dans une peau de chameau cousue par Bahrám, un mage traître, avant d'être porté par les rokhs jusqu’au sommet d’une montagne. Burton souligne qu'il en est de même pour l'interdiction d'ouvrir une porte qui mène aux femmes-oiseaux.
Selon le savant allemand Ulrich Marzolph, le type de conte 936* apparaît en combinaison avec le type de conte 400 parmi les peuples finno-ougriens, en Europe du Sud (Grèce et Italie), en Turquie, à travers l'Afrique du Nord et en Asie centrale (parmi les peuples turkmènes, tatars et ouïghours). Toutefois, le conte existe indépendamment au Moyen-Orient et en Asie centrale. Dans la même veine, l'ethnologue allemand Cristoph Schmitt (de) a remarqué que le type 936* apparaît comme l'ouverture du type 400 en Europe du Sud-Est et en Asie occidentale.
Selon Luisa Rubini, la combinaison des deux types de contes est « largement répandue » dans la région méditerranéenne. Dans le même ordre d'idées, selon Edward Allworthy Armstrong, les contes méditerranéens de la femme-cygne « ont des affinités » avec Hassan de Bassorah, probablement à la suite d'une diffusion de l'Islam vers l'Occident.

### Thèmes abordés

#### Alchimie
Selon Burton, le texte arabe du conte évoque la Kimiya (en), la substance qui transmute les métaux, la « pierre philosophale » qui, soit dit en passant, n'est pas une pierre. Le terme vient du grec χυμεία, χυμός = un fluide, une drogue humide, par opposition à Iksír (Al-) ξηρόν, ξήριον, une drogue sèche.

#### Ethnologie
Le passage où Hassan saisit sa future épouse par les cheveux est une réminiscence du « mariage par enlèvement ».

#### Personnages et créatures légendaires
Les oiseaux vivant ayant transporté le héros sont des rokhs, oiseaux fabuleux également présents dans d'autres contes des Mille et Une Nuits.
Abu al-Ruwaysh est présenté comme étant fils de Bilkís, fille de Mu’ín. Son nom signifie « Le père de la petite plume » ; il est ensuite appelé « fils de la fille du maudit Iblis » (figure diabolique coranique). Pourtant, comme le dit Lane, il semble être une personne vertueuse. Quant à Bilkís, c'est le nom de la reine de Saba dans la tradition arabe,.

## Postérité
L'auteur américain Piers Anthony a réécrit le conte dans son roman fantastique Hasan.

## Lectures complémentaires
- Budelli, « Shamanic Reminiscences and Archaic Myths in the Story of the Goldsmith Ḥasan al-Baṣrī (Alf layla wa-layla) », Eurasian Studies, vol. 17, no 1,‎ 14 novembre 2019, p. 123–157 (DOI 10.1163/24685623-12340067, S2CID 214019215)